# Reposaari (ö i Södra Savolax, Nyslott, lat 61,74, long 28,97)
Reposaari är en ö i Finland. Den ligger i sjön Pihlajavesi och i kommunen Nyslott i  landskapet Södra Savolax, i den sydöstra delen av landet, 270 km nordost om huvudstaden Helsingfors. Öns area är 8,1 hektar och dess största längd är 0,7 kilometer i sydöst-nordvästlig riktning.